# Басет (раса)
Басет (ориг. име: Basset Hound) је раса краткодлаког пса из породице ловачких паса. Басет је гонич који је првобитно узгајан у сврху лова на зечеве и куниће. Њихово изоштрено чуло мириса и способност да изоштри њух постоји још само код блодхунда. Назив басет потиче од француске речи бас, што значи 'ниско', са пригушним суфиксом '-ет' '- што заједно значи - 'прилично ниско'. Висина басета износи од 33 до 38 цм, а тежина од 22 до 29 кг.

## Историја
Басети највероватније потичу од гонича св. Хуберта, претка данашњег блодхунда, тако што је дошло до мутације у лози гонича св. Хуберта који је створио кратконоге гониче. Ти кратконоги гоничи су можда  задржани из радозналости, а потом су с намером узгајани када је уочена њихова способност да лове зечеве и куниће испод шипражја густих шума. Басет се први пут спомиње у илустрованој књизи о лову, 1585. године. На основу тих илустрација, изгледа да су првобитни француски басети подсећали на данашњег артезијског норманског басета.
Басети су првобитно били популарни међу француским аристократама, али након француске револуције постали су ловачки пси обичних људи којима је требао пас који их може пешке пратити, јер тадашњи обични људи нису имали приступ коњима. Лорд Галвеј је пренео пар басета 1866. у Енглеску, где се оштенило пет штенади, али их он није приказивао те су остали релативно непознати.
Затим, 1874. године, сер Еверет Милаис увози басета Модел из Француске. Милаис је ову расу промовисао у Енглеској и основао узгајивачки програм у својој узгајивачници, али је и сарађивао са узгајивачким програмима лорда Онслоуа и Џорџа Крела. Због својих напора да упозна енглеску јавност са басетом, Милаис се сматра "оцем расе" у Енглеској. Први пут је изложио басета 1875. године, на изложби у Енглеској, али басет није привукао велику пажњу све до Волверхамптон изложбе 1880. године. Пар година касније, пасмина је постала још популарнија када је Александра, принцеза од Велса, држала басете у краљевским узгајивачницама. Кинолошки савез Велике Британије је 1882. године признао басета, а две године након тога основан је и енглески клуб басета.

## Карактеристике пса

### Нарав
Басет је пријатељски настројен, привржен и мио пас. Пошто је првобитно ловио у чопору, добро се слаже са другим псима и генерално са другим животињама. Оријентисани су према људима и слажу се добро са децом. Прилично су паметна пасмина, а дресура није једноставна јер могу бити помало тврдоглави. Чврста и стрпљива рука са доста креативности учиниће да изађе оно најбоље из њих. Басет је упоран гонич. Дивљач тражи по мирису, има инстинкт чопора и дубок, пријатан лавеж. Смирен, никада агресиван или уплашен.

### Општи изглед
Тела су им велика, чврста и дуга, са закривљеним репом кога држе високо изнад њихових дугих леђа. Ова пасмина, у односу на своју величину, тежа је од већине других. Очи басета су ромбоидног облика, нити су буљаве нити дубоко усађене. Тамне, али могу да буду и средње нијансе браон код паса светле длаке. Израз је смирен и озбиљан. Уши су ниско усађене, одмах испод линије ока. Дуге, али не претерано дуге, већ досежу само мало испод њушке. Целом дужином су уске и доста су увијене ка унутра. Веома гипке, нежне и баршунасте текстуре. Реп је правилно усађен, прилично дуг, јак у корену, сужава се, са умереном количином грубе длаке испод. Када се пас креће, строго ношен доста високо и благо савијен, сабљаст. Никада заролан нити весело ношен. Длака је глатка, кратка и уз тело. Није превише мека. Пас је уредног изгледа и без дугих реса. Дуга, мека длака или дуге ресе су веома непожељни. Боја длаке је обично црна, бела и светлосмеђа (тробојни пас); жућкаста и бела (двобојни пас); али свака призната боја гонича је прихватљива.

## Нега и здравље
Нега око длаке подразумева минимално сређивање, али је неопходна редовна провера ушију и лица, посебно у пределу набораних делова. Потребно је подрезивати нокте по потреби. Иако нису ни најактивнија ни најбржа раса, басету ипак треба редовна вежба. Дневна умерена вежба, као што је брза свакодневна шетња, одржаваће басета здравим и деловаће превентивно на гојење.
Басет је генерално здрава раса, али због дугих, спуштених ушију су подложни инфекцијама уха. Други потенцијални здравствени проблеми су дисплазија лакта и кука, хипотиреоидизам, глауком.
Животни век ове пасмине је од 8 до 13 година.